# 1994年圣诞节东北风暴
1994年圣诞节东北风暴是一场沿美国东岸和加拿大大西洋省份行进的强烈气旋，由墨西哥湾东南部靠近佛罗里达礁岛群的一片低气压区发展而成，然后穿越了佛罗里达州。天气系统在进入大西洋接触墨西哥湾暖流后开始迅速增强，表现出包括风眼在内的热带天气系统特征。12月23至24日，风暴气压低至970毫巴（百帕），并在这一过程中继续北上，于圣诞节当晚接近纽约市海岸。由于对风暴的性质无法作出确定性的判断，美国国家飓风中心没有将其归类为热带气旋。
风暴在发展过程中产生的暴雨在南卡罗莱纳州引发了严重的洪水。美国东岸其他大部分地区都遭受了强风、沿海洪灾和海岸侵蚀。纽约州和新英格兰首当其冲，长岛受到了严重且大面积的破坏，康涅狄格州有13万户家庭在风暴期间失去电力供应。整个罗得岛州和马萨诸塞州也出现大面积破坏和停电，风暴在近海沿岸产生了高达9.1公尺的狂浪。由于风暴的发展动力主要来自温暖的天气格局，所以只产生了降水，没有出现下雪和冰雹的报道。这场风暴直接造成两人丧生，经济损失至少达到2100万美元（1994年美元，相当于2025年的4317萬美元）。

## 气象历史

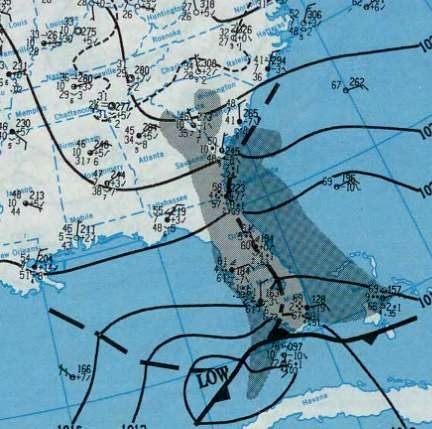
这份12月21日的地图显示风暴正在发展。

风暴源于一个从北美大平原中部向东北方向移动到美国深南部的上层低压系统。这片天气扰动在到达墨西哥湾东南部后开始形成气旋，新的系统在一股逐渐逼近的低压槽影响下于12月22日穿过佛罗里达州。美国国家飓风中心预报员杰克·贝文（Jack Beven）指出，风暴在进入巴哈马群岛海域时已表现出了热带风暴的特点。由于对其性质无法作出确定性的判断，美国国家飓风中心没有针对这场风暴发表公告，同时预报员也缺乏足够的数据来对气旋发展成热带系统的潜力作出全面的评估。之前促使风暴穿过佛罗里达州的低压槽开始北上，令大气层上层开始发展出高气压。
气旋以“混合风暴”形式接触到水温达到27摄氏度的墨西哥湾暖流和美国上空的大规模冷空气而开始急剧强化。系统在进入墨西哥湾暖流海域的过程中继续快速增强，发展出对于温带气旋来说很不寻常的对流中心，甚至还曾一度表现出眼状特征。虽然这些迹象表明系统已经有了热带特征，但却没有与之关联的锋，同时系统虽然存在暖心，但其最大风速半径超过了280公里，因此根据美国国家飓风中心的标准，这仍然不能归类为热带风暴。12月23到24日，东北风暴已增强到气压低至970毫巴（百帕，29英寸汞柱）强度。风暴后方之前发展出来的低气压系统开始增强，其规模也有所扩大，超过了原本的天气扰动规模，两个系统之间开始发生藤原效应，第二个低气压的广阔环流令东北风暴朝西北方向的纽约州南部以及新英格兰进发。原有的低气压沿长岛南岸经过，于12月24日在纽约市附近登陆。接下来风暴进入纽约州东南部上空，于12月25日开始在朝加拿大新斯科舍前进的过程中急剧减弱，最终，两个低压系统都在12月26日凌晨一起进入大海。

## 影响

### 美国东南部
这场风暴给南卡罗莱纳州造成了继1943年以来最为严重的洪灾。降雨量超过130毫米，狂风刮倒了树木，还撕裂了遮阳篷，此外沿海地区也遭受了海岸侵蚀的影响。该州有成千上万的用户失去了电力供应。暴雨还导致多个水坝因水位上升不堪重负而垮塌。大量道路和高速公路被淹，其中许多被迫封闭。该地区的一些民房被0.91公尺高的积水淹没。弗洛伦斯县有约300人因洪水而被迫疏散，至少200户民宅受损。该州报告共有两人丧生。一位女性所驾汽车因滑水撞到路上遇难，还有一人在车被另一辆车撞上后淹死。整个卡罗莱纳州遭受了至少400万美元（1994年美元，相当于822萬2025年美元）的损失。

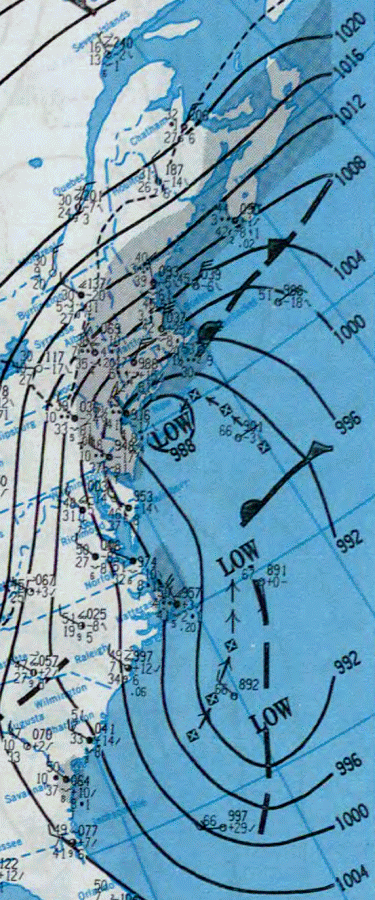
1994年12月24日早上的这份天气图显示两个气旋正在进行相互作用。

北卡罗莱纳州沿岸狂风肆虐，钻石浅滩报道的持续风速为每小时72公里，近海的阵风时速则达到105公里。新汉诺威县小镇莱茨维尔比奇（Wrightsville Beach）因海浪而导致了严重的海岸侵蚀。另一个小镇卡罗来纳比奇（Carolina Beach）的沙丘受到破坏，包括北卡罗莱纳州12号高速公路部分路段在内的多条道路封闭。

### 中大西洋各州
第一股风暴进入新英格兰期间，第二股低气压于12月23日给弗吉尼亚州最东部地区造成了轻微的沿海洪灾，当地报告的风速为每小时56到72公里，潮水比正常水平高0.3到0.91公尺。桑德布里奇有一套海滨房屋倒在海水中，整个地区有多条道路出现轻度水淹。东北风暴和美国上空一片高气压区之间的气压梯度导致狂风肆虐，部分电线杆被刮倒，还在12月24日引发了山火，同时火势受到风的推动，烧毁了一片树林。此外，狂风还刮倒了多棵树木。
马里兰州受到的破坏相对较小，一些沙丘和木制建筑受损，潮水也高于正常水平。新泽西州有部分树木和供电线路被强风刮断，导致出现停电。部分沿海街道和民房受到轻度水淹，全州所受到的影响总体很小。
12月23到24日，风暴给纽约州和纽约市带去了暴雨和狂风。时速97到129公里的阵风刮倒了长岛上成百上千的树木和多条供电线路，许多房屋和车辆受损。风暴期间长岛照明公司有约11.2万客户出现过停电情况。随着气旋逐渐北上进入纽约州，哈德逊山谷地区出现了强风。整个哥伦比亚县、阿尔斯特县和伦塞勒县都有许多树木、供电线路或树枝被风刮断。史蒂芬森敦（Stephentown）报告的阵风时速有93公里。阿尔斯特县受到了严重影响，大树被狂风连根拔起后又砸到了民房。整个纽约州东部有25000户家庭因这场东北风暴而停电。长岛上的绍斯霍尔德（Southold）有一套海滨房屋部分倒塌到了水中。

### 新英格兰
康涅狄格州遭受的风暴影响比之前预计要大。烈风强度的阵风时速达到110公里，从东北方向吹袭该州，之后又转为东风。许多树木、树枝和供电线路被刮断，导致了财物损失和车辆受损。狂风还导致大面积停电，多达13万户电力用户受到影响。供电公司不得不向远至宾夕法尼亚州和缅因州的同行寻找帮助恢复电力供应。东北公用事业公司发言人布鲁诺·兰尼阿诺（Bruno Ranniello）表示：“几乎每个社区都有停电情况”。纽哈芬市有三艘趸船从系泊处被东北风暴扯下，其中一艘穿越了长岛海湾，一直到杰斐逊港附近搁浅为止。米尔福德有一名男子试图将一棵树移出院子时因树被风刮倒砸在他身上而遇难，属于这场东北风暴间接造成的人员伤亡。东北公用事业公司估计风暴给该州造成了约600到800万美元（1994年美元，相当于2025年的1233萬到1645萬美元）损失。
新罕布什尔州和佛蒙特州受到的影响相对较轻。新罕布什尔州南部因雷暴产生暴雨，导致该州第13号公路部分路段被淹。皮斯卡塔霍格河的多条支流爆发山洪。风暴给缅因州带去了狂风暴雨。缅因州和新罕布什尔州南部沿海有海岸侵蚀的报道。此外，由于严重的地表径流和小规模冰塞的影响，整个地区还有报道出现了轻度洪灾。罗得岛州出现了继1991年大西洋飓风季的飓风鲍勃（Bob）以来最为严重的停电情况，该州共有约4万用户失去电力供应，并且也像马萨诸塞州一样出现了许多树木被刮倒，伴随着大范围的财产破坏，还有许多屋顶和排水沟受损。沃里克有许多小船因狂风而撞上其他船只受损。阵风风速最高的是阿舍韦报告的每小时119公里。全州共计遭受了约500万美元（1994年美元，相当于1028萬2025年美元）的损失。
东北风暴来袭期间，马萨诸塞州首当其冲，其中又以鳕鱼角和南塔克特受到的影响特别严重。鳕鱼角报告的阵风时速高达160公里，近海则出现了9.1公尺高的狂浪。沃尔波尔（Walpole）的阵风达到每小时142公里，南塔克特也报道出现了每小时135公里的阵风。风暴期间，全州有三万电力用户失去供电，其中大部分位于该州东部，部分地区停电时间长达48小时。州内还出现了大范围的财物损失，许多树木、招牌和广告牌被吹倒。新英格兰爱国者使用的一个大帐篷被风撕裂并吹飞。狂风还助长了帕斯卡一套房屋的火情，导致多达7人丧生。潮汐水位不高，所以没有出现严重的沿海洪灾。此外，波士顿还有一棵高15公尺的圣诞树被风暴扳倒。该州东部所记录的降雨量在51到89毫米之间，导致了严重的径流，冲蚀掉120公尺的高速公路路段。整个马萨诸塞州共计遭受了约500万美元（1994年美元，相当于1028萬2025年美元）的损失。